# Svartön (eiland)
Svartön is een van de eilanden van de Lule-archipel. Het eiland ligt voor de kust van Brändön. Het eilandje heeft geen oeververbinding en er staan enkele huizen verdeeld over het eiland, vooral aan de zuidkust. Het hoogste punt is op ongeveer 25 meter. Er is in de hele omgeving veel bos.